# Celastrina huegeli
Celastrina huegeli är en fjärilsart som beskrevs av Moore 1882. Celastrina huegeli ingår i släktet Celastrina och familjen juvelvingar. Inga underarter finns listade i Catalogue of Life.